# Предвыборная кампания

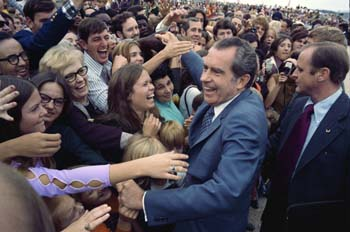
Ричард Никсон во время предвыборной кампании в 1972 году

Предвы́борная кампа́ния (также избира́тельная кампа́ния) — совокупность агитационных мероприятий, осуществляемых кандидатами на выборные должности и их партиями в избирательной борьбе, чтобы получить максимальную поддержку избирателей на предстоящих выборах.
В предвыборной кампании могут участвовать в том числе группы поддержки избирателей, общественные организации, средства массовой информации. К основным способам ведения предвыборной кампании относят проведение предвыборных собраний и митингов, печатание статей, памфлетов, предвыборных афиш и плакатов, выступления в СМИ. Избирательная кампания весьма подробно регламентируется избирательными законами. В частности законы могут регулировать сроки, порядок проведения и формы агитации, источники финансирования и др.
Большую роль в избирательных кампаниях играют, так называемые, политические технологи, которые оказывают участникам предвыборной гонки целый ряд профессиональных услуг: от анализа предвыборной ситуации до написания предвыборных речей кандидатов.

### Практики организации избирательных кампаний в России
Практики избирательных кампаний в современной России имеют свою специфику: по мнению ряда исследователей и специалистов, одними из наиболее значимых ресурсов для проведения избирательной кампании являются «финансы и административная поддержка» Архивная копия от 8 сентября 2020 на Wayback Machine . Соотношение этих двух аспектов в значительной степени определяет успешность или неуспешность выборной кампании для ее участников.
Модели проведения избирательных кампаний
Социолог Светлана Барсукова с соавторами в рамках исследования «Неформальные практики организации и проведения избирательных кампаний в России», выполненного при поддержке фонда социальных исследований «Хамовники», по результатам опроса политтехнологов, председателей участковых избирательных комиссий, волонтеров-наблюдателей, представителей местных элит и бизнесменов выделяют «жесткую» и «мягкую» модели применения административного ресурса:
- «Жёсткая» модель предполагает широкомасштабное использование административного ресурса на всех этапах избирательной кампании при ориентации на обязательное достижение запланированных показателей по явке и проценту голосов за представителей «партии власти». Финансовые ресурсы, обеспечивающие проведение выборов, практически полностью подконтрольны власти и становятся вариантом «оброка», которым власть облагает бизнес.
- «Мягкая» модель предполагает сохранение определенного «окна возможностей», по крайней мере, для представителей системной оппозиции. Это расширяет возможности использования финансового ресурса и политических технологий для продвижения кандидатов, не согласованных с властными структурами"[2].

В случае применения «жесткой» модели проведения избирательной кампании все заточено на результат и целевые показатели, поэтому уровень конкуренции, даже декоративной, максимально снижается. Действующая власть разными способами мобилизует на достижение целевых показателей бюджетников, силовиков, студентов Архивная копия от 22 июня 2020 на Wayback Machine. В этих условиях исследователи отмечают постепенную «деградацию политического цеха» — при изменении условий и проявлении малейшей конкуренции, допуске до выборов сколь-нибудь реальных политических игроков даже административный ресурс уже не может обеспечить в полной мере нужный результат.
«Мягкая» модель предполагает большую роль финансовой составляющей, поскольку до избирательной кампании допускается большее количество участников: как реальных политических игроков, так и партий-спойлеров. В этой модели значительно возрастает роль политтехнологов, консультантов, которые получают заказы на проведение избирательных кампаний несколькими путями:
«Первый — прямой заказ администрации президента. Есть пул политтехнологов, которые устойчиво получают заказы на ведение избирательных кампаний в разных регионах РФ. Многие из них не желают выезжать в регионы и в рамках субподряда передают их более мелким конторам. Почему? Потому что результат практически гарантирован — так думали практически все.
Второй вариант получить заказ — хорошие отношения с действующей властью в регионе. Если вы находитесь в статусе советника губернатора, например, и вы какой-то субъект Российской Федерации прочно ведете много лет, администрация президента обычно не настаивает на смене действующего политтехнолога».
Финансирование избирательных кампаний
Избирательная кампания по действующему законодательству идет 3 месяца Архивная копия от 16 апреля 2020 на Wayback Machine. Все участвующие в выборах кандидаты и партии формируют избирательный фонд, из которого должны быть оплачены траты кандидата на ведение кампании (издание газет и листовок, поездки, аренда залов для встреч с избирателями, политическая реклама и т. п.). Формируются они за счет средств самих кандидатов, партийных бюджетов и пожертвований. При этом, закон ограничивает максимальный размер пожертвования и параметры жертвователя (например, не допускаются анонимные взносы), а также размер избирательного фонда, дифференцированный по уровням выборов и по регионам. Однако практически всегда помимо официального избирательного фонда формируется «теневой фонд», который позволяет повысить финансовую гибкость кампании. Спонсорами этих фондов зачастую являются представители регионального бизнеса. Так, например, социолог Светлана Барсукова выделяет «активное и пассивное политическое инвестирование» бизнеса в избирательные фонды:
- Пассивное политическое инвестирование бизнеса сводится к удовлетворению финансовых требований власти в области политических проектов (финансирование деятельности партий и избирательных кампаний). Бизнес принуждают к финансированию политических проектов под угрозой занесения его «в черный список», что отразится на отношениях с властью.
- Активное политическое инвестирование носит добровольный, инициативный характер и направлено на то, чтобы делегировать своих представителей во власть — в ходе выборов получить мандат депутата, пост мэра или губернатора Архивная копия от 19 июня 2020 на Wayback Machine.

То есть при пассивном политическом инвестировании представители бизнеса вынуждены оплачивать политические проекты, тем самым инвестируя в отношения с властью. При активном инвестировании бизнесмены получают непосредственный доступ к власти, лично получая депутатские мандаты или приводя к победе доверенных лиц.
Собранные средства поступают в официальный или «теневой» избирательные фонды и обеспечивают финансирование избирательной кампании партии власти, финансовое подкрепление административного ресурса или финансирование кампании партий-спойлеров. Такая практика административного давления на бизнес с целью сосредоточения финансовых ресурсов является повсеместной. Однако при внутриэлитных политических разборках такой алгоритм сосредоточения финансов используется как формальный повод для обвинения чиновников в коррупции Архивная копия от 21 июня 2020 на Wayback Machine